# Kościół św. Jana Chrzciciela w Chichach
Kościół pw. św. Jana Chrzciciela w Chichach – katolicki kościół parafialny znajdujący się w Chichach (gmina Małomice). Funkcjonuje przy nim parafia św. Jana Chrzciciela.

## Historia
Wczesnogotycki obiekt został wybudowany w drugiej połowie XIII wieku.  Obecne sklepienie sieciowe pochodzi z początków XVI wieku. Kościół rozbudowano w 1614 (o kaplicę), a odnowiono w 1710. W drugiej połowie XVIII wieku przebudowano w obiekcie okna, a w drugiej połowie XIX wieku - szczyty.
Parafia w Chichach pod obecnym wezwaniem została erygowana przez bpa Bolesława Kominka dekretem z dnia 27 maja 1958 (wejście w życie: 15 lipca 1958).

## Architektura
Świątynia jest murowana, z kamienia, jednonawowa. Prezbiterium jest prostokątne. Dobudowane są: kaplica, zakrystia i składzik. Do nawy od zachodu przybudowana jest prostokątna wieża. 

## Wyposażenie
We wnętrzu zachowane są dwa wczesnogotyckie tryptyki oraz kilka nagrobków z epoki renesansu.

## Otoczenie
Kościół otoczony jest kamiennym murem z XIV-XV wieku. W murze wbudowany jest parterowy budynek bramny o ostrołukowym przejściu.